# Qūlānlū-ye Soflá
Qūlānlū-ye Soflá (persiska: Qūlānlū-ye Pā’īn, قولانلو سفلی) är en ort i Iran.   Den ligger i provinsen Nordkhorasan, i den nordöstra delen av landet, 600 km öster om huvudstaden Teheran. Qūlānlū-ye Soflá ligger 1 407 meter över havet och antalet invånare är 351.
Terrängen runt Qūlānlū-ye Soflá är kuperad. Runt Qūlānlū-ye Soflá är det ganska tätbefolkat, med 75 invånare per kvadratkilometer. Närmaste större samhälle är Bīgān, 16,9 km söder om Qūlānlū-ye Soflá. Omgivningarna runt Qūlānlū-ye Soflá är i huvudsak ett öppet busklandskap.